# Pycreus fontinalis
Pycreus fontinalis är en halvgräsart som beskrevs av Henri Chermezon. Pycreus fontinalis ingår i släktet Pycreus och familjen halvgräs. Inga underarter finns listade i Catalogue of Life.